# Diocesi di Cuenca

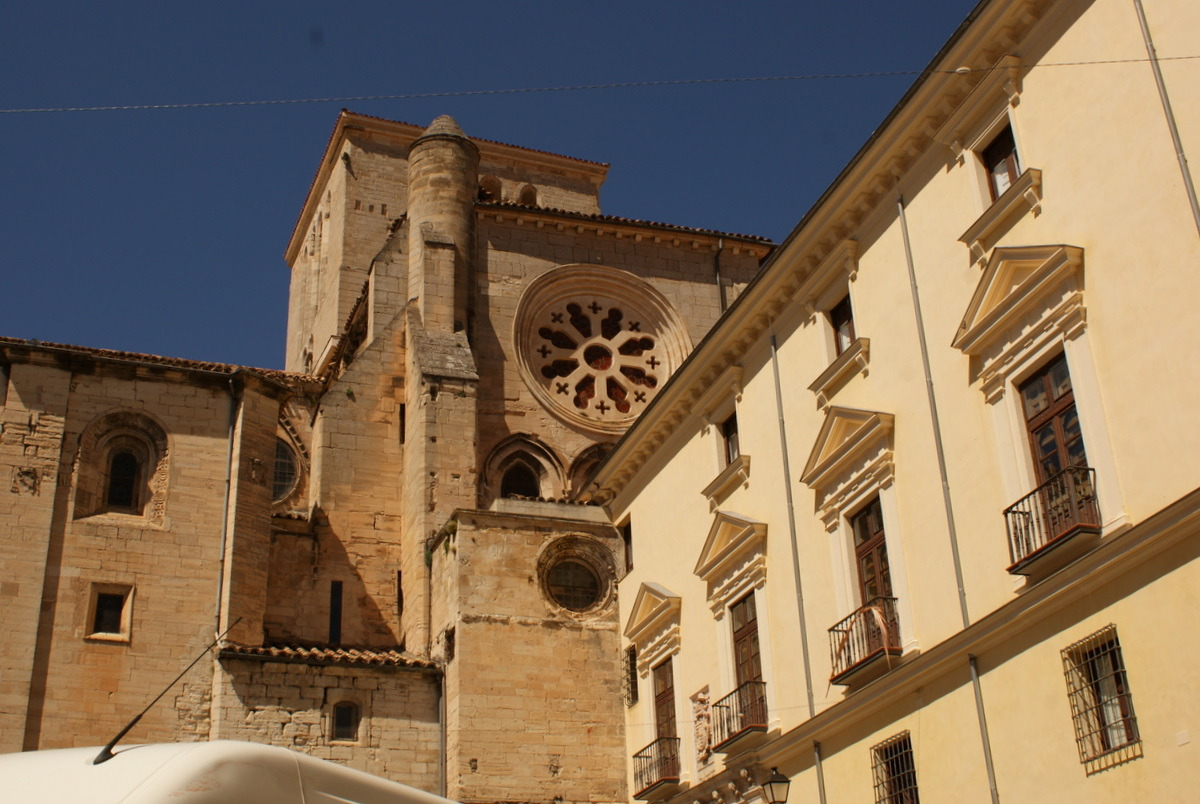
Scorcio della cattedrale e del palazzo episcopale di Cuenca, che ospita anche il museo diocesano.

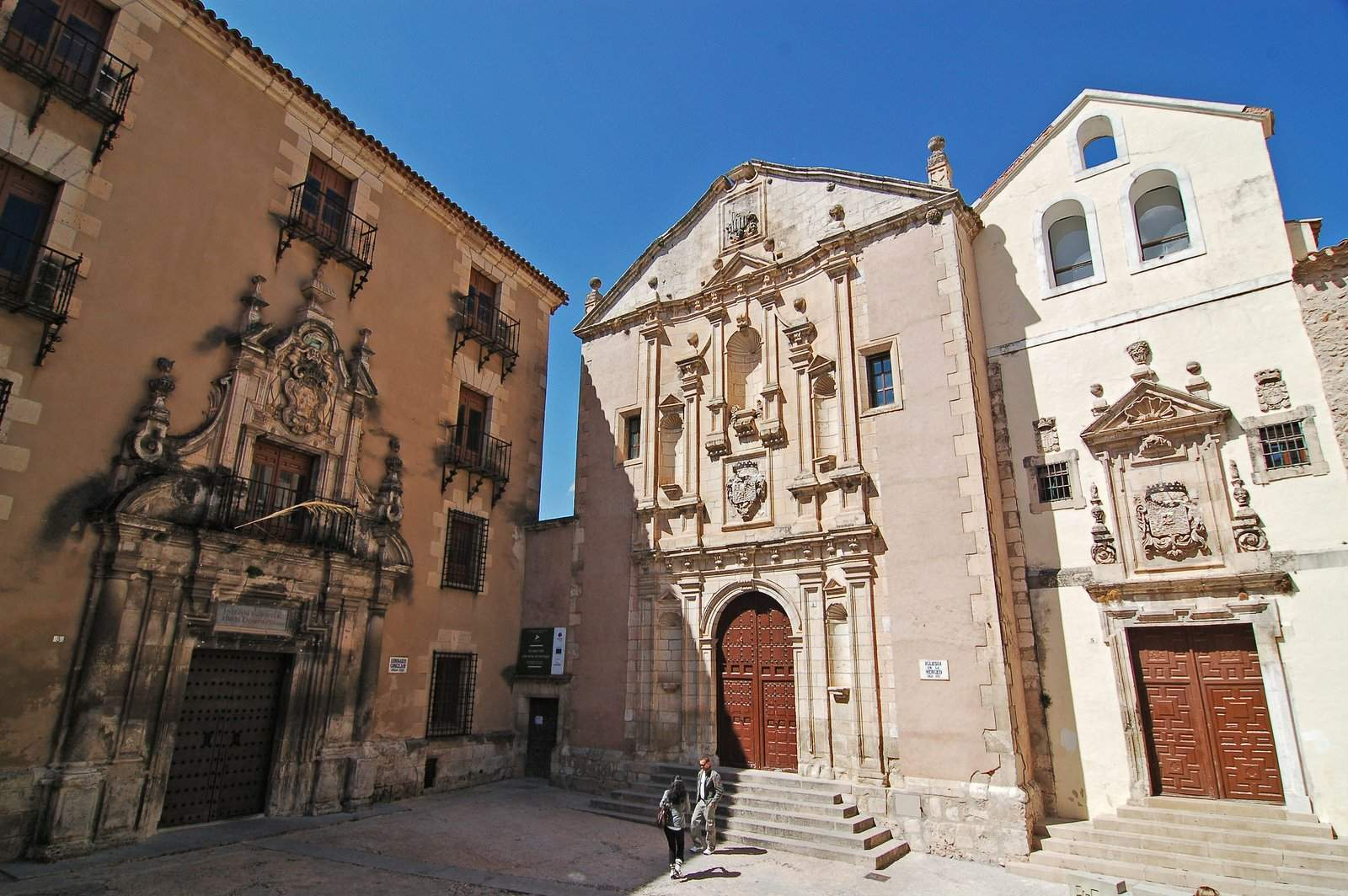
La chiesa della Mercede di Cuenca; gli ambienti annessi ospitano anche il seminario diocesano di San Julián.

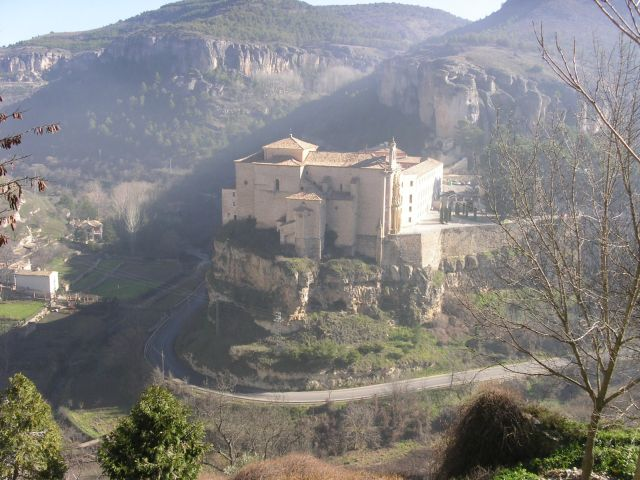
Il monastero domenicano di San Paolo, nei pressi della città di Cuenca.

La diocesi di Cuenca (in latino: Dioecesis Conchensis) è una sede della Chiesa cattolica in Spagna suffraganea dell'arcidiocesi di Toledo. Nel 2021 contava 176.573 battezzati su 196.139 abitanti. È retta dal vescovo José María Yanguas Sanz.

## Territorio
La diocesi comprende per intero la provincia di Cuenca, nella Castiglia-La Mancia.
Sede vescovile è la città di Cuenca, dove si trova la cattedrale di Santa Maria e San Giuliano.
Il territorio si estende su 17.140 km² ed è suddiviso in 326 parrocchie, raggruppate in 17 arcipresbiterati.

## Storia
La città di Cuenca fu riconquistata agli Arabi nel mese di settembre del 1171. Qualche anno dopo fu eretta la diocesi, benché non sia chiaro l'anno ed il giorno della sua fondazione. Nell'archivio della cattedrale di Cuenca sono conservate tre bolle di papa Lucio III. L'unica bolla con data certa (15 maggio 1183) è quella inviata dal papa al vescovo eletto di Cuenca, Juan Yáñez, a cui concede la facoltà di istituire il capitolo della cattedrale ed il compito di organizzare la nuova diocesi.
Le altre due bolle, datate 1º giugno, ma senza l'indicazione dell'anno, sono inviate allo stesso Yáñez e al re Alfonso VIII di Castiglia; in queste bolle Lucio III conferma la creazione della diocesi assegnandole il territorio che era stato delle antiche diocesi visigotiche di Ercávica e di Valeria. Molti storici ritengono che l'anno delle due bolle sia il 1182, ma non si esclude che sia il medesimo 1183; Ruiz, autore della voce su Cuenca nel Dictionnaire d'Histoire et de Géographie ecclésiastiques, attribuisce loro il 1177.
Le due bolle del 1º giugno accennano all'unione delle antiche sedi di Ercávica e di Valeria. Alcuni autori ritengono che le bolle abbiano dimenticato l'antica sede di Segóbriga che, secondo il Liber Itacii (o Divisione di Wamba), apparteneva al medesimo territorio; anzi, delle tre diocesi, era la più vicina alla città di Cuenca. Secondo Jorge Díaz Ibáñez l'assenza di Segóbriga nelle due bolle di papa Lucio III fu dovuta al fatto che nel 1176 il metropolita Cerebruno di Toledo aveva riconosciuto la sede di Albarracín come erede della visigotica Segóbriga.
Come cattedrale della nuova diocesi fu scelta una moschea di Cuenca, che a partire dal 1196 fu trasformata in stile gotico e ultimata nel 1257. Come indicato dalla bolla del 15 maggio 1183, il primo vescovo di Cuenca, Juan Yáñez, che figura come episcopus electus in documenti del 1178, del 1179 e del 1181, procedette ad istituire il capitolo della cattedrale, eretto il 28 luglio successivo e composto di 16 canonici regolari, che furono secolarizzati nel XIII secolo.
Durante il medioevo il diritto di elezione dei vescovi era di competenza del capitolo della cattedrale, però vi esercitarono pesanti intromissioni sia gli arcivescovi di Toledo (soprattutto nei primi cento anni di vita della diocesi) sia i re di Castiglia. Le uniche elezioni capitolari ebbero effettivamente luogo nella seconda metà del XIII secolo.
Intensa fu nel periodo medievale l'attività sinodale, con ben 19 sinodi celebrati a partire dal 1364 fino al 1493.
Nel 1745 fu istituito il seminario diocesano, dedicato a san Giuliano, secondo vescovo di Cuenca e patrono della diocesi.
Nel 1902 venne ricostruita la facciata della cattedrale, distrutta da un crollo.
La guerra civile spagnola colpì duramente anche la diocesi di Cuenca: morirono di morte cruenta il vescovo Cruz Laplana y Laguna, di cui è in corso la sua causa di canonizzazione, 127 sacerdoti diocesani, 4 religiosi e 4 religiose, e oltre un migliaio di laici. Immensi anche i danni materiali, con la distruzione o il saccheggio di centinaia di chiese e conventi, e la perdita irrimediabile di opere d'arte di El Greco, di Ribera, di Rubens e di altri artisti.
Il 2 novembre 1949 Cuenca ha ceduto una porzione del suo territorio a vantaggio dell'erezione della diocesi di Albacete.
Nel 1955, facendo seguito al concordato del 1953 che stabiliva di far coincidere i limiti delle diocesi con quelli delle province civili, la diocesi di Cuenca cedette 9 parrocchie all'arcidiocesi di Toledo e l'arcipresbiterato di Sacedón alla diocesi di Sigüenza, ed acquisì la parrocchia di Huélamo dalla diocesi di Teruel.
Il 13 aprile 1962, con la lettera apostolica Acerborum gladio, papa Giovanni XXIII ha proclamato la Beata Maria Vergine Addolorata (Beata Maria Virgo «ab angustiis»), in spagnolo Nuestra Señora de las angustias, e San Giuliano patroni principali della diocesi.

## Cronotassi dei vescovi
Si omettono i periodi di sede vacante non superiori ai 2 anni o non storicamente accertati.
- Juan Yáñez † (1183[11] - 14 dicembre 1196 o 1197 deceduto)
- San Julián † (dopo luglio 1197[12] - 20 o 28 gennaio 1208 deceduto)
- García Ruiz † (prima del 12 dicembre 1208 - 26 ottobre 1224 deceduto)
- Lope Ruiz † (prima dell'8 marzo 1225 - 28 marzo circa 1230 deceduto)
- Gonzalo Ibáñez Palomeque † (prima del 15 gennaio 1231 - 1246 o 1247 deceduto)
- Mateo Reinal † (28 agosto 1247 - 18 dicembre 1257 nominato vescovo di Burgos)
- Rodrigo Juanes † (circa 1258 - 1º ottobre 1261 deceduto)
- Pedro Laurencio † (7 dicembre 1261 - dopo il 31 ottobre 1272 deceduto)
- Gonzalo García Gudiel I † (4 marzo 1273 - 27 settembre 1275 nominato vescovo di Burgos)
- Diego Martίnez † (27 settembre 1275 - 1279 deceduto)[13]
- Gonzalo García Gudiel II † (19 marzo 1280 - 25 dicembre 1288 deceduto)
- Gonzalo Díaz Palomeque † (18 marzo 1289 - 16 gennaio 1299 nominato arcivescovo di Toledo)
- Pascual † (22 febbraio 1299 - 2 febbraio 1320 deceduto)
  - Sede vacante (1320-1322)
- Esteban, O.F.M. † (21 agosto 1322 - dopo il 28 gennaio 1326 deceduto)
- Fernando Gutiérrez † (11 aprile 1326 - 1327 deceduto)
- Juan del Campo † (8 agosto 1327 - 7 maggio 1328 nominato vescovo di Oviedo)
- Odón † (7 maggio 1328 - dopo il 7 marzo 1340 deceduto)
- Gonzalo Aguilar Hinojosa † (10 gennaio 1341 - 18 luglio 1342 nominato vescovo di Sigüenza)
- García † (18 luglio 1342 - dopo il 13 agosto 1359 deceduto)
- Bernal Zafón † (8 novembre 1362 - 1372 o 1373 deceduto)
- Pedro Alfonso de Toledo † (4 marzo 1373 - 1378 nominato vescovo di Évora)[14]
- Nicolás Fernández de Biedma † (maggio 1378 - 20 agosto 1381 nominato vescovo di Jaén)
- Álvaro Martínez † (1381 - 1396 deceduto)
- Juan Fernández Cabeza de Vaca † (15 novembre 1396 - 14 marzo 1407 nominato vescovo di Burgos)[15]
- Diego de Anaya Maldonado † (13 settembre 1407 - 16 marzo 1418 nominato arcivescovo di Siviglia)
- Álvaro Núñez de Isorna † (16 marzo 1418 - 7 aprile 1445 nominato arcivescovo di Santiago di Compostela)
- Lope de Barrientos, O.P. † (7 aprile 1445 - 30 maggio 1469 deceduto)
- Antonio Jacopo Venier † (6 ottobre 1469 - 3 agosto 1479 deceduto)
  - Raffaele Riario Sansoni † (13 agosto 1479 - 8 luglio 1482 dimesso) (amministratore apostolico)
- Alfonso de Burgos, O.P. † (8 luglio 1482 - 26 agosto 1485 nominato vescovo di Palencia)
- Alonso de Fonseca † (26 agosto 1485 - 24 maggio 1493 nominato vescovo di Osma)
- Raffaele Riario Sansoni † (24 maggio 1493 - 12 aprile 1518 dimesso)
- Diego Ramírez de Fuenleal (o de Villaescusa) † (12 aprile 1518 - 11 agosto 1537 deceduto)
  - Alessandro Cesarini † (24 maggio 1538 - 13 febbraio 1542 deceduto) (amministratore apostolico)
- Sebastián Ramírez de Arellano † (2 giugno 1542 - 22 gennaio 1547 deceduto)
- Miguel Muñoz † (12 aprile 1547 - 13 settembre 1553 deceduto)
- Pedro Castro Lemos † (5 giugno 1553 - 1º agosto 1561 deceduto)
- Bernardo de Fresneda, O.F.M. † (4 maggio 1562 - 16 novembre 1571 nominato vescovo di Cordova)
- Gaspar de Quiroga y Vela † (17 dicembre 1571 - 6 settembre 1577 nominato arcivescovo di Toledo)
- Diego de Covarrubias y Leiva † (6 settembre 1577 - 27 settembre 1577 deceduto)
- Rodrigo de Castro Osorio † (13 giugno 1578 - 20 ottobre 1581 nominato arcivescovo di Siviglia)
- Gómez Zapata † (8 novembre 1582 - 1º febbraio 1587 deceduto)
- Juan Fernández Vadillo † (7 agosto 1587 - 1º settembre 1595 deceduto)
- Pedro Portocarrero † (28 maggio 1597 - 20 settembre 1600 deceduto)
- Andrés Pacheco † (13 agosto 1601 - 1622 dimesso)
- Enrique Pimentel Zúñiga † (13 febbraio 1623 - 11 giugno 1653 deceduto)
- Juan Francisco Pacheco † (6 ottobre 1653 - 24 maggio 1663 deceduto)
- Francisco de Zárate y Terán † (28 gennaio 1664 - 21 dicembre 1679 deceduto)
- Alonso Antonio de San Martín † (22 dicembre 1681 - 5 luglio 1705 deceduto)
- Miguel del Olmo Manrique † (22 marzo 1706 - 27 febbraio 1721 deceduto)
- Juan Lancaster Norona † (16 giugno 1721 - 31 ottobre 1733 deceduto)
- Diego González Toro y Villalobos † (5 maggio 1734 - 9 luglio 1737 deceduto)
- José Flores Osorio † (3 marzo 1738 - 26 novembre 1759 deceduto)
- Isidro Carvajal Lancaster † (21 luglio 1760 - 15 gennaio 1771 deceduto)
- Sebastián Flórez Pavón † (29 luglio 1771 - 25 luglio 1777 deceduto)
- Felipe Antonio Solano Marín † (1º marzo 1779 - 10 maggio 1800 deceduto)
- Antonio Palafox Croy de Abre † (28 ottobre 1800 - 9 dicembre 1802 deceduto)
- Ramón Falcón Salcedo † (28 marzo 1803 - 20 novembre 1826 deceduto)
- Jacinto Rodríguez Rico † (21 maggio 1827 - 12 gennaio 1841 deceduto)
  - Sede vacante (1841-1847)
- Juan Gualberto Ruiz Capucín y Feijó † (17 dicembre 1847 - 9 ottobre 1848 deceduto)
- Fermín Sánchez Artesero, O.F.M.Cap. † (2 aprile 1849 - 4 dicembre 1855 deceduto)
  - Sede vacante (1855-1858)
- Miguel Payá y Rico † (25 giugno 1858 - 16 gennaio 1874 nominato arcivescovo di Santiago di Compostela)
- Sebastián Herrero Espinosa de los Monteros, C.O. † (17 settembre 1875 - 18 dicembre 1876 nominato vescovo di Vitoria)
- José Moreno y Mazón † (20 marzo 1877 - 18 novembre 1881 nominato patriarca delle Indie Occidentali)
- Juan María Valero y Nacarino † (27 marzo 1882 - 16 novembre 1890 deceduto)
- Pelayo González y Conde † (1º giugno 1891 - 18 novembre 1899 deceduto)
- Wenceslao Sangüesa y Guía † (19 aprile 1900 - 1921 dimesso)
- Beato Cruz Laplana y Laguna † (30 novembre 1921 - 7 agosto 1936 deceduto)
  - Sede vacante (1936-1943)
- Inocencio Rodríguez Díez † (10 giugno 1943 - 13 aprile 1973 ritirato)
- José Guerra Campos † (13 aprile 1973 - 26 giugno 1996 ritirato)
- Ramón del Hoyo López (26 giugno 1996 - 19 maggio 2005 nominato vescovo di Jaén)
- José María Yanguas Sanz, dal 23 dicembre 2005

## Statistiche
La diocesi nel 2021 su una popolazione di 196.139 persone contava 176.573 battezzati, corrispondenti al 90,0% del totale.
| anno | popolazione | popolazione | popolazione | presbiteri | presbiteri | presbiteri | presbiteri                | diaconi | religiosi | religiosi | parrocchie |
| anno | battezzati  | totale      | %           | numero     | secolari   | regolari   | battezzati per presbitero | diaconi | uomini    | donne     | parrocchie |
| ---- | ----------- | ----------- | ----------- | ---------- | ---------- | ---------- | ------------------------- | ------- | --------- | --------- | ---------- |
| 1950 | 445.450     | 445.450     | 100,0       | 239        | 205        | 34         | 1.863                     |         | 106       | 492       | 397        |
| 1970 | 254.680     | 254.680     | 100,0       | 320        | 280        | 40         | 795                       |         | 40        | 829       | 337        |
| 1980 | 232.248     | 232.248     | 100,0       | 347        | 331        | 16         | 669                       |         | 20        | 295       | 336        |
| 1990 | 210.000     | 213.268     | 98,5        | 247        | 235        | 12         | 850                       |         | 14        | 318       | 326        |
| 1999 | 200.212     | 201.712     | 99,3        | 234        | 225        | 9          | 855                       |         | 38        | 300       | 325        |
| 2000 | 198.500     | 201.712     | 98,4        | 232        | 223        | 9          | 855                       |         | 43        | 354       | 325        |
| 2001 | 196.700     | 200.963     | 97,9        | 223        | 214        | 9          | 882                       |         | 86        | 357       | 325        |
| 2002 | 198.213     | 201.053     | 98,6        | 282        | 226        | 56         | 702                       |         | 133       | 199       | 335        |
| 2003 | 198.634     | 201.614     | 98,5        | 311        | 254        | 57         | 638                       |         | 126       | 196       | 335        |
| 2004 | 199.722     | 202.982     | 98,4        | 317        | 260        | 57         | 630                       | 1       | 126       | 320       | 335        |
| 2006 | 200.577     | 207.759     | 96,5        | 296        | 277        | 19         | 677                       | 1       | 88        | 351       | 325        |
| 2013 | 194.160     | 218.036     | 89,0        | 207        | 200        | 7          | 937                       | 1       | 78        | 290       | 326        |
| 2016 | 188.382     | 203.841     | 92,4        | 196        | 189        | 7          | 961                       | 1       | 77        | 217       | 326        |
| 2019 | 180.536     | 197.222     | 91,5        | 182        | 177        | 5          | 991                       | 1       | 6         | 205       | 326        |
| 2021 | 176.573     | 196.139     | 90,0        | 168        | 160        | 8          | 1.051                     | 1       | 9         | 180       | 326        |